# Coelenteracina

Coelenteracina

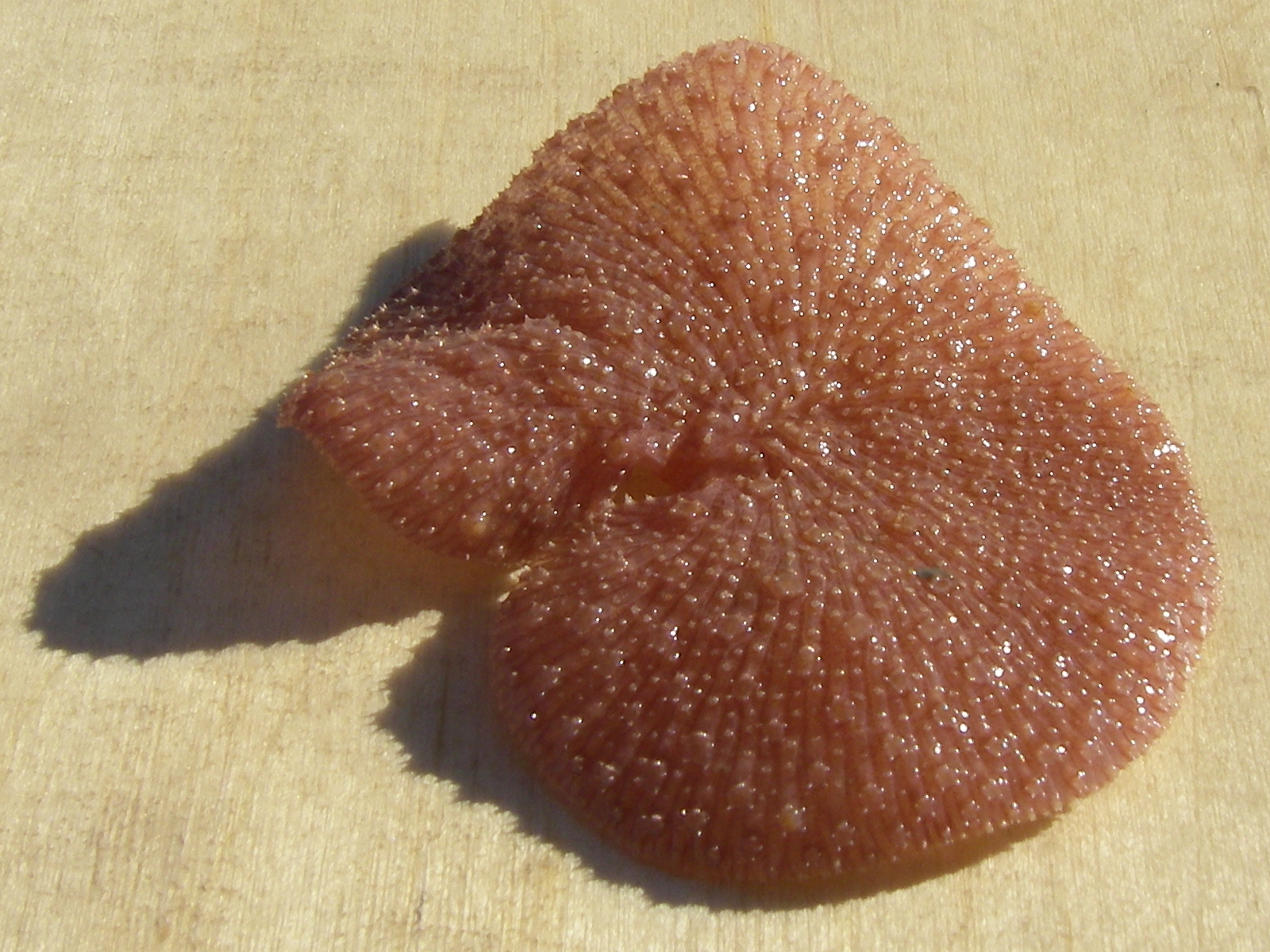
Renilla reniformis

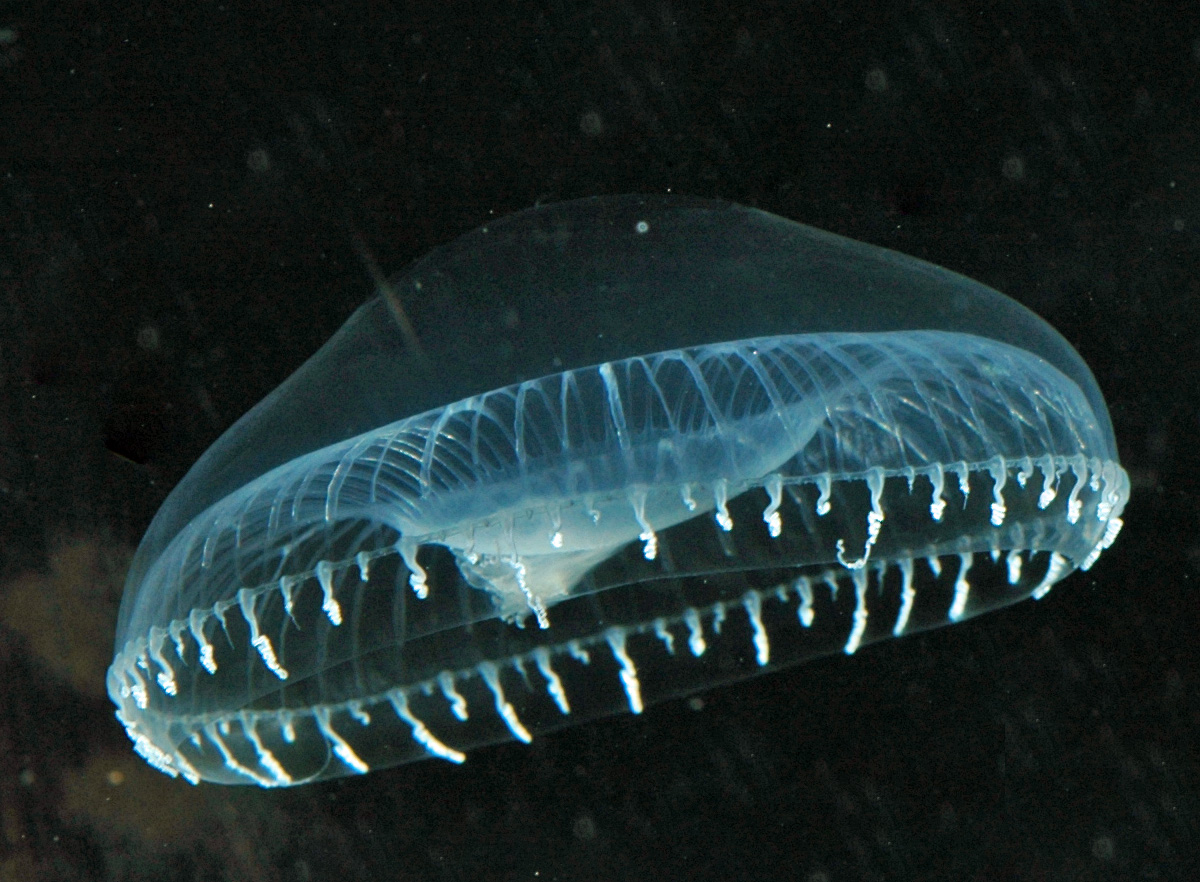
Aequorea victoria

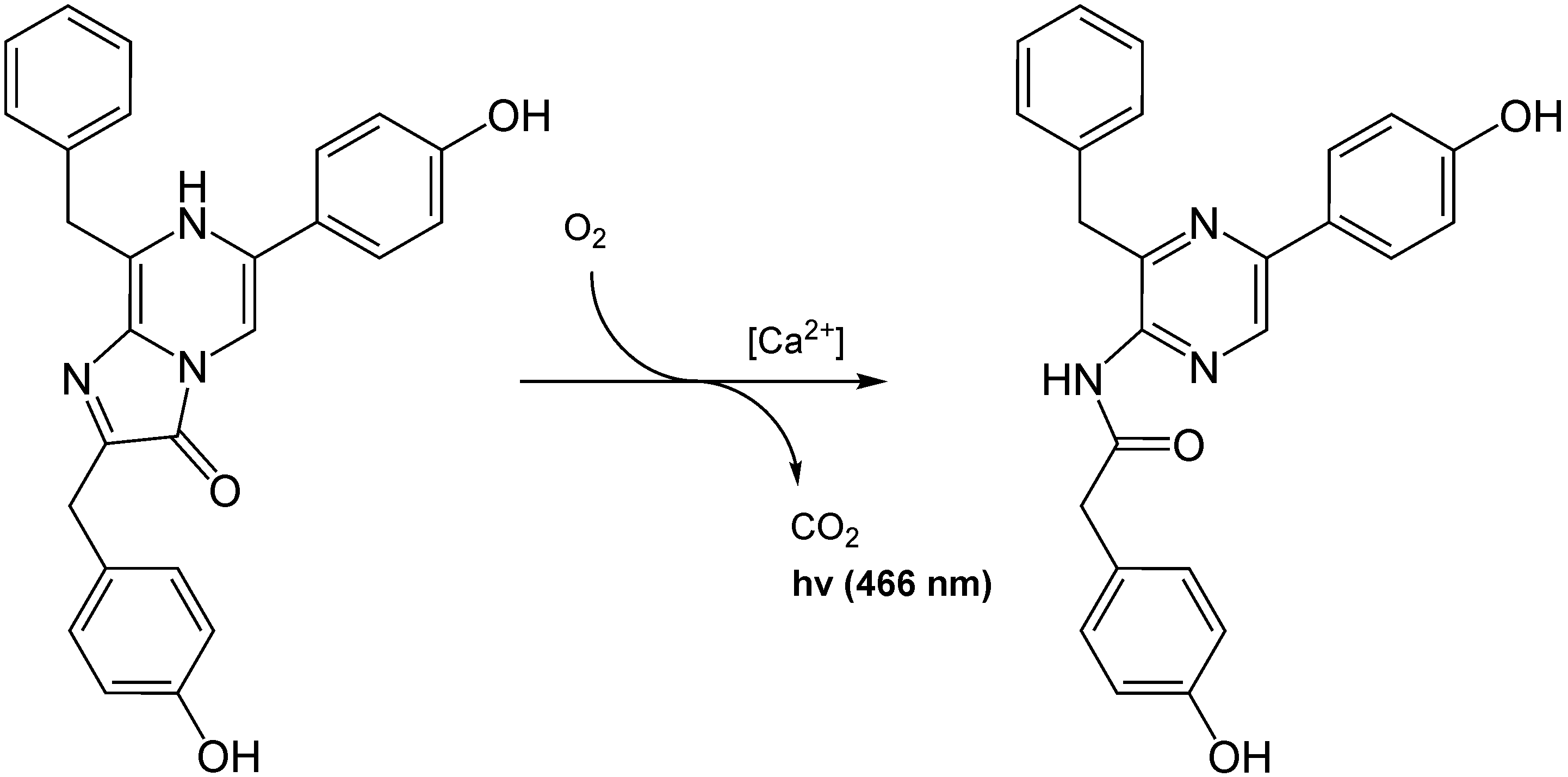
Aequorina, cataliza la oxidación de coelenteracina (izquierda) en coelenteramida, produciéndose una luz de baja energía

Coelenteracina es una luciferina, la molécula emisora de luz, que se encuentra en muchos organismos acuáticos de unos siete filos. es el sustrato de muchos luciferasas y fotoproteínas incluyendo luciferasa de Renilla reniformis (Rluc), Gaussia luciferas (Gluc), aequorina y obelina.

## Propiedades
- Nombre UIPAC = 6-(4-hidroxifenil)-2-[(4-hidroxifenil)metil]-8-(fenilmetil)-7H-imidazol[3,2-a]pirazina-3-ona.
- Otros nombre = Renilla Coelenteracina.
- Fórmula molecular = C26H21N3O3
- Masa Molar = 423.463.
- Apareiencia = Cristales Anaranjados amarillosos
- Punto de fusión = 175-178 °C.
- Otros: La molécula absorbe la luz en el espectro ultravioleta y visible, con pico de absorción a 435 nm en metanol, dando a la molécula de un color amarillo. La molécula se oxida espontáneamente en condiciones aeróbicas o en algunos disolventes orgánicos tales como dimetilformamida y DMSO y se almacena preferentemente en metanol o con un gas inerte.

## Historia
La Coelenteracina fue aislada  y caracterizada de forma simultánea por dos grupos de investigación que estudian los procesos luminiscentes del mar en las especies  Renilla reniformis y la Aequorea victoria celenterados, respectivamente. Ambos grupos sin saberlo, descubrieron que se usaba el mismo compuesto en ambos sistemas luminiscentes de especies, sin embargo, el nombre de la molécula provino  de una derivación  del nombre celenterados. Del mismo modo, los dos metabolitos principales, coelenteramida y coelenteramina  fueron nombrados después de sus respectivos grupos funcionales.

## Ocurrencia de la Coelenteracina en el reino animal
Coelenteracina se encuentra ampliamente en los organismos marinos, incluyendo:
- Radiolarios
- Ctenóforos
- Cnidarios como la Aequorea victoria, reniformes Obelia geniculata y Renilla reniformis
- Calamares como Watasenia scintillans y Vampyroteuthis infernales
- Camarones como Systellaspis debilis y Oplophorus gracilirostris
- Copépodos como Pleuromamma' xiphias y Gaussia princeps
- Quetognatos[6]
- Equinodermos como Amphiura filiformis
- Peces, incluyendo algunos Neoscopelidae y Myctophidae

El compuesto también se ha aislado a partir de organismos que no son luminiscentes, tales como el arenque del Atlántico y varias especies de camarones incluyendo Pandalus boreales y Pandalus platyuros.